# 鳳山轉運站
鳳山轉運站位於台灣高雄市鳳山區光遠路（台1戊線）、經武路（台25線、183市道）與維新路（183市道）交叉路口旁，屬鳳山路網核心要衝，係高雄市公車六大轉運站之一，建造經費約1,800萬新台幣，由高雄市政府交通局管理，與高雄捷運橘線大東站共站，主要服務仁武、林園、五甲、鳥松、大寮、大樹地區，也有部分幹線公車行駛至此。原址為鳳山國父紀念館。

## 車站內部
建置2席公車停靠格位及膜構造候車亭，另包括公車動態資訊系統、太陽能光電設施及降溫噴霧系統

## 停靠公車路線
| 編號               | 經營業者            | 區間                                             | 備註                                          |
| ------------------ | ------------------- | ------------------------------------------------ | --------------------------------------------- |
| 5                  | 中華大車隊          | 鳳山轉運站（捷運大東站）－關帝廟                 |                                               |
| 23                 | 高雄客運 中華大車隊 | 高雄客運鳳山站（澄瀾砲台）－圓照寺               | 部分班次延駛文山高中                          |
| 87                 | 高雄客運            | 鳳山轉運站（捷運大東站）－建軍站（捷運衛武營站） |                                               |
| 建國幹線（88）     | 港都客運            | 鳳山轉運站（捷運大東站）－捷運鹽埕埔站（大仁路） |                                               |
| 建國幹線（88）延駛 | 港都客運            | 黃埔公園－捷運鹽埕埔站（大仁路）                 |                                               |
| 紅10               | 東南客運            | 前鎮高中－鳳山轉運站（捷運大東站）               |                                               |
| 橘8                | 港都客運            | 建軍站（捷運衛武營站）－過埤派出所               |                                               |
| 橘10A              | 中華大車隊          | 建軍站（捷運衛武營站）－臺鐵鳳山站               | 公車式小黃，例假日停駛                        |
| 橘10B              | 中華大車隊          | 建軍站（捷運衛武營站）－臺鐵鳳山站               | 公車式小黃，例假日停駛                        |
| 橘11A              | 高雄客運            | 林園站－建軍站（捷運衛武營站）                   |                                               |
| 橘11A 區間         | 高雄客運            | 林園站－臺鐵鳳山站                               |                                               |
| 橘11B              | 高雄客運            | 林園站－建軍站（捷運衛武營站）                   | 經捷運鳳山西站。                              |
| 橘16A              | 高雄客運            | 鳳山轉運站（捷運大東站）－仁武高中               |                                               |
| 橘16B              | 高雄客運            | 鳳山轉運站（捷運大東站）－大社區公所             | 例假日停駛。                                  |
| 橘18               | 義大客運            | 義大世界－鳳陽社區                               |                                               |
| 橘18A              | 義大客運            | 義大世界－鳳山轉運站（捷運大東站）               | 經仁武區公所、長庚醫院。                      |
| 大樹祈福線         | 高雄客運            | 臺鐵鳳山站－佛陀紀念館                           | 段次計費或使用「一日券」於當日無限次搭乘      |
| 8010 區間          | 高雄客運            | 鳳山轉運站（捷運大東站）－旗山北站               |                                               |
| 512                | 高雄客運            | 鳳山轉運站（捷運大東站）－台88線－屏東科技大學   | 屬屏東縣市區公車                              |
| 長庚醫院接駁車     |                     | 鳳山轉運站（捷運大東站）－鳳山醫院－高雄長庚醫院 | 周一～周五 07：30～17：30 周六 07：30～11：30 |

## 轉乘

### 捷運
- 捷運大東站

### 公共自行車
- 高雄市公共自行車租賃系統：
  - 捷運大東站(1號出口)：捷運大東站1號出口西側廣場
  - 捷運大東站(2號出口)：大東一路/光遠路口南側

## 車站周邊
學校
- 大東國小

觀光
- 大東文化藝術中心
- 國父紀念館
- 大東濕地公園
- 曹公圳（鳳山溪）
- 鳳儀書院

醫療
- 大東醫院
- 市立鳳山醫院

政府機關
- 鳳山區公所
- 鳳山區衛生所
- 鳳山區第一戶政事務所
- 高雄市政府警察局鳳山分局
- 高雄市政府消防局第三救災救護大隊第一中隊
  - 鳳山分隊